# Medhafushi (Thaa-atol)
Medhafushi is een van de onbewoonde eilanden van het Thaa-atol behorende tot de Maldiven.